# Kverrestads församling
Kverrestads församling var en församling i Lunds stift och i Tomelilla kommun. Församlingen uppgick 2002 i Smedstorps församling.

## Administrativ historik
Församlingen har medeltida ursprung. 
Församlingen var till 1972 i pastorat med Smedstorps församling, före 1943 som moderförsamling, därefter som annexförsamling. Från 1972 till 2002 var församlingen annexförsamling i pastoratet Smedstorp, Kverrestad, Tosterup, Bollerup och Övraby som från 1983 även omfattade Östra Ingelstads församling. Församlingen uppgick 2002 i Smedstorps församling.

## Kyrkor
- Kverrestads kyrka